# Angus Stone
Angus John Stone, noto anche con lo pseudonimo di Lady of the Sunshine o Dope Lemon (Sydney, 27 aprile 1986), è un cantautore e musicista australiano.

## Biografia
Nato e cresciuto a Sydney; i suoi genitori erano entrambi musicisti folk. Le sue sorelle sono Catherine e Julia Stone.
Nel 2006 con la sorella Julia ha formato il duo Angus & Julia Stone, che ha pubblicato l'EP Chocolates and Cigarettes nell'agosto 2006 ed il primo album in studio A Book Like This nel settembre 2007.
Nel marzo 2009 ha pubblicato il suo primo album da solista Smoking Gun sotto lo pseudonimo Lady of the Sunshine. Il brano Big Jet Plane è stato registrato anche dal duo Angus & Julia Stone nel secondo album del duo, Down the Way, uscito nel marzo 2010. Down the Way è stato l'album più venduto da artisti australiano nell'anno 2010 ed ha vinto due premi agli ARIA Music Awards.
Nel luglio 2012 Stone ha pubblicato il suo secondo album solista Broken Brights.
Nel 2016 l'artista ha iniziato a registrare con il soprannome Dope Lemon. Con questo nome l'album Honey Bones è uscito nel giugno 2016. Nel febbraio 2017 ha pubblicato la sua seconda uscita a nome Dope Lemon, rappresentata dall'EP Hounds Tooth, seguita poi dall'album Smooth Big Cat, uscito nel luglio 2019.
Nel gennaio 2022 pubblica Rose Pink Cadillac, quinto album in totale da solista e terzo sotto lo pseudonimo Dope Lemon. Nel settembre 2023 è la volta di Kimosabé, anche questo a nome Dope Lemon.

## Discografia solista

### Album in studio
come Lady of the Sunshine
- 2009 - Smoking Gun (Desert Harvest Records / EMI)

come Angus Stone
- 2012 - Broken Brights (Desert Harvest Records)

come Dope Lemon
- 2016 - Honey Bones (EMI Australia)
- 2019 - Smooth Big Cat (EMI)
- 2022 - Rose Pink Cadillac (Angus Stone, BMG)
- 2023 - Kimosabé (Angus Stone, BMG)

### EP
come Dope Lemon
- 2017 - Hounds Tooth (EMI)